# ダニー・ホリー
ダニー・ホリー（Daniel R. 'Danny' Holle、1977年10月3日 - ）は、アメリカ合衆国のプロレスラーである。ダニー・バシャム（Danny Basham）のリングネームで知られる。インディアナ州シーモア出身。身長191cm、体重113kg。

## 来歴
1999年にOVWにてプロレスデビューを果たす。デビュー時のリングネームはDamajaであった。その後WWEに昇格し、SmackDown!には2003年5月29日に初登場。
SmackDown!登場時にリングネームも現在の「ダニー・バシャム」に改名された。これは、ダグ・バシャムと兄弟、というギミックが与えられたためである（2人のチーム名はバシャム・ブラザーズ）。更に、女王様に扮したDivaのシャニークワの奴隷というギミックも与えられての登場であった。その後、「兄弟」ともに、JBL率いるジェイビーエルズ・キャビネットのメンバー入りをする。2005年6月16日に、「兄弟」揃って離脱するまでメンバーに在籍していた。6月30日にRawへ移籍。同時にダグ・バシャムとのコンビも終了した。
その後Heatにて怪奇派のヒールに転向するも2007年に解雇された。
TNAではダマジャ（Damaja）のリングネームで参戦していた。
2013年7月にNXTにダニー・バームというリングネームでジョバーとして登場した。

## 得意技
ブレイン・ダメージ
旋回式ネックハンギングボム
スープレックス
スーパープレックス
ロシアン（ラシアン）・レッグ・スウィープ
クローズライン

## 獲得タイトル
WWE
- WWEタッグ王座（＆ダグ・バシャム） : 2回

OVW
- OVW王座 : 4回
- OVW南部タッグチーム王座（＆ダグ・バシャムx1、David C.x2） : 3回